# Angath
Angath este un oraș în districtul Kufstein din landul Tirol, Austria.